# Нечаев, Александр Иванович
 Александр Иванович Нечаев  (1779—1851) — протоиерей, профессор богословия и настоятель храма Казанского университета.

## Биография
Родился в семье священника села Ямаш Чистопольского уезда Казанской губернии Ивана Семёновича Лебединского. Отданный для обучения в Казанскую академию, Нечаев хорошо успевал в науках, в то же время он усердно занимался и иконописанием у одного из казанских мастеров. По окончании в 1802 году курса оставлен при академии учителем рисования, пробыв в этой должности почти 5 лет сначала в светском звании, а потом в сане диакона Казанской Богоявленской церкви (с 18 мая 1805). Был рукоположен в священника села Сотпур, Царевококшайского уезда 12 апреля 1807 года, а 16 марта 1810 года переведён в Казань, к Варваринской церкви, — с отправлением треб и при военном госпитале. «За примерно добродетельную жизнь, ревность к должности и искусство в сочинении проповедей» 4 декабря 1817 года он был возведён в сан протоиерея. 
При учреждении при Казанском университета должности духовника по ходатайству университетского начальства министром народного просвещения Голицыным на неё был назначен и утверждён 7 мая 1820 года А. И. Нечаев. Также он преподавал в университете церковную историю. Впоследствии, после смерти архимандрита Феофана, попечитель учебного округа Магницкий предоставил ему кафедру богословия, а с 1829 года на него было возложено преподавание и церковного права. 
Профессорская деятельность А. И. Нечаева окончилась 1 августа 1837 года, поскольку новый устав 1835 года требовал, что бы профессора университета имели учёные степени, он же получил только среднее образование. Настоятелем университетской церкви он оставался до своей смерти 3 января 1851 года.